# Corpo diplomático

Emblema do Corpo diplomático

Corpo diplomático, em francês:  corps diplomatique (a língua francesa foi durante séculos a "lingua franca" da diplomacia, e daí o termo usar-se assim em muitas línguas, como o neerlandês), é o conjunto de diplomatas acreditados num país ou organização internacional.
O termo por vezes confunde-se com o conjunto de corpos diplomáticos de um país em especial. O termo mais apropriado seria   "serviço diplomático". O corpo diplomático costuma ter um reconhecimento oficial por parte do país anfitrião e pode ser também tido em conta no protocolo dos actos oficiais.
Em alguns países, o embaixador que durante mais tempo permaneceu nas suas funções num país, ou o Núncio apostólico recebem o nome de decano do corpo diplomático, que muitas vezes goza de uma alta posição na ordem de precedência.
Em alguns países, e especialmente em África, o chefe e outros membros estrangeiros da missão diplomática de algumas das maiores organizações internacionais (Agências das Nações Unidas, da União Europeia, do Comité Internacional da Cruz Vermelha, ou de representantes da União Africana, etc.) são considerados como membros do corpo diplomático e gozam de os mesmos direitos e privilégios.